# Bill Denny
Vous lisez un « bon article » labellisé en 2023.
Pour les articles homonymes, voir Bill et Denny.
William Joseph Denny, dit Bill Denny, né le 6 décembre 1872 à Adélaïde (Australie-Méridionale) et mort le 2 mai 1946 à Norwood (Australie-Méridionale), est une personnalité britannique puis australienne, journaliste, avocat, homme politique et officier décoré de la Croix militaire (MC). Il siège à l'Assemblée d'Australie-Méridionale de West Adelaide de 1900 à 1902, puis d'Adélaïde de 1902 à 1905 et à nouveau de 1906 à 1933.
Après une candidature infructueuse en tant que membre de l'United Labour Party (ULP) en 1899, il est élu en tant que « libéral indépendant » lors d'une élection partielle en 1900. Il est réélu en 1902, mais est battu en 1905. L'année suivante, il est élu comme candidat de l'ULP et conserve son siège pour ce parti (le Parti travailliste australien à partir de 1917) jusqu'en 1931. Avec le reste du cabinet, il est exclu du Parti travailliste australien en 1931, et est membre du Parti travailliste parlementaire jusqu'à sa défaite électorale face à un candidat du Lang Labor Party en 1933.
Bill Denny est procureur général de l'Australie-Méridionale et ministre du Territoire du Nord dans le gouvernement dirigé par John Verran (1910-1912). En août 1915, Bill Denny est enrôlé dans la première force impériale australienne pour servir pendant la Première Guerre mondiale, d'abord comme soldat dans le 9e régiment de cavalerie légère. Après avoir été gradé en 1916, il sert dans la 5e division d'artillerie et la 1re division d'artillerie sur le front occidental. Il est décoré de la Croix militaire en septembre 1917 lorsqu'il est blessé alors qu'il dirige un convoi dans les zones exposées près d'Ypres et termine la guerre en tant que capitaine.
Il est à nouveau procureur général dans les gouvernements travaillistes dirigés par John Gunn (1924-26), Lionel Hill (1930-33) et Robert Richards (1933), et détient d'autres portefeuilles dans ces gouvernements, notamment le logement, l'irrigation et le rapatriement. Bill Denny publie deux mémoires sur son service militaire et, à sa mort en 1946 à l'âge de 73 ans, il a droit à des funérailles nationales.

## Biographie

### Jeunesse
William Joseph Denny naît le 6 décembre 1872 dans la rue Sturt Street à Adélaïde en Australie-Méridionale. Ses parents sont irlandais. Il est le fils de Thomas Joseph Denny, un publican, et de sa femme Annie (née Dwyer). William Joseph fréquente le Christian Brothers College à Adélaïde, puis travaille comme weather clerk au General Post Office d'Adélaïde sous la direction du Postmaster General, Sir Charles Todd. Selon un article sorti en 1919 par le Sunday Times, Bill Denny devient en 1893 rédacteur en chef du journal catholique The Southern Cross, qui publie des nouvelles sur et pour la communauté catholique d'Australie-Méridionale. Selon une source plus récente, l'Australian Dictionary of Biography, il commence comme rédacteur en chef du Southern Cross en 1896. Bill Denny remplace James O'Loghlin, qui devient plus tard sénateur du Parti travailliste uni (ULP) pour l'Australie-Méridionale. Bill Denny est conseiller municipal d'Adélaïde à partir de 1898,, représentant Grey Ward. Au début de la vingtaine, il est actif dans les sociétés littéraires et de débats d'Adélaïde, est président de l'association des anciens collégiens des frères chrétiens et capitaine de deux clubs d'aviron de la ville. Il se présente sans succès aux élections coloniales de 1899 en Australie-Méridionale en tant que candidat ULP pour le siège de West Adelaide, obtenant 27,7 % des voix.
Lors d'une élection partielle pour West Adelaide le 17 mars 1900, Bill Denny est élu à l'unique poste vacant créé par la démission de l'ancien premier ministre d'Australie-Méridionale, Charles Kingston. Il se présente comme candidat « libéral indépendant », obtenant 66,8 % des voix. Avant les élections de 1902, la circonscription électorale d'Adélaïde Ouest est supprimée. Bill Denny se présente dans la nouvelle circonscription d'Adélaïde, où quatre sièges sont à pourvoir, et est élu en deuxième position avec 14,3 % des suffrages exprimés. Il est battu lors de l'élection de l'État de 1905, n'obtenant que 9,9 % des voix. L'année suivante, ayant abandonné son ancien libéralisme, il se présente aux élections d'État pour le siège d'Adélaïde en tant que candidat de l'ULP et est élu en première position, avec 19,3 % des suffrages exprimés. Il est à nouveau élu lors des élections de 1910, à l'issue desquelles l'ULP dirigé par John Verran forme le premier gouvernement travailliste d'Australie-Méridionale le 3 juin,. Après avoir commencé à étudier le droit à l'Université d'Adélaïde en 1903,, Bill Denny est stagiaire chez J.R. Anderson KC, et est admis comme solliciteur à la Cour suprême d'Australie-Méridionale en 1908.

### Procureur général
Bill Denny est nommé procureur général de l'Australie-Méridionale et ministre contrôlant le Territoire du Nord le 3 juin 1910. Après avoir mené des négociations avec le gouvernement du Commonwealth, il renonce à sa responsabilité ministérielle pour le Territoire du Nord le 31 décembre 1910, lorsque son administration est transférée au Commonwealth. Pendant son mandat de procureur général, Bill Denny rédige et dirige plusieurs réformes législatives importantes. Parmi celles-ci, l'Advances for Homes Act 1910, qui permet d'avancer 80 % de la valeur d'une propriété à un travailleur avec un taux d'intérêt de 4,5 % sur 36,5 ans. Dans ses discours, Bill Denny souligne que de nombreux travailleurs sont confrontés à des loyers élevés et à de mauvaises conditions de logement. Il parraine également le Female Law Practitioners Act 1911, qui permet aux femmes de pratiquer le droit en Australie-Méridionale pour la première fois. Grand, avec « de longues jambes grêles », Bill Denny est une des personnalités préférées des caricaturistes.
John Verran convoque des élections en février 1912. L'ULP est battu par l'Union libérale, bien que Bill Denny soit à nouveau élu dans le siège d'Adélaïde avec 15,8 % des suffrages exprimés. Il devient membre du conseil de l'université d'Adélaïde en avril 1912, en tant que représentant du Parlement. En 1913, un référendum visant à fixer l'heure de fermeture des débits de boissons est proposé par l'ULP. Même après que l'Union libérale au pouvoir a accepté la tenue du référendum lors de l'élection suivante de l'État, Bill Denny les attaque, affirmant qu'ils n'ont pas l'intention d'appliquer le résultat du référendum s'ils sont réélus. Bill Denny est réélu sans opposition lors des élections d'État de mars 1915.

### Première Guerre mondiale
Bill Denny s'engage dans la Première force impériale australienne (AIF) le 17 août 1915 à l'âge de 43 ans, d'abord en tant que soldat. Avant de partir à l'étranger, Bill Denny était un partisan de la conscription. Il est ensuite commissionné comme sous-lieutenant dans le 9e régiment de cavalerie légère. Pendant son séjour en Égypte, il est transféré à l'artillerie divisionnaire de la 5e division, qui part ensuite pour la France ; il est promu lieutenant en juin 1916. En janvier 1917, malgré ses positions antérieures, Bill Denny refuse les demandes de soutenir officiellement la conscription, déclarant qu'il ne pense pas qu'intervenir à ce sujet soit compatible avec ses devoirs d'officier. Il considère également que la majorité des soldats ont voté contre, et déplore la scission du parti travailliste que la question de la conscription a créée. Au milieu de 1917, il est rattaché à l'artillerie divisionnaire de la 1re division. Dans la nuit du 15 septembre 1917, il dirige un convoi transportant de l'eau vers les premières lignes lorsqu'il est blessé par un barrage d'artillerie lourde. Sa recommandation pour la Croix militaire est la suivante :
« For conspicuous gallantry and devotion to duty whilst engaged in pack transport work near HOGGE on the night of 15 September 1917. Lieutenant DENNY showed great coolness and initiative throughout, especially when his convoy came under very heavy barrage in the vicinity of CLAPHAM JUNCTION. Although wounded himself, Lieut. DENNY personally obtained assistance for two of his men who were wounded. He then reorganised his command and succeeded in reaching his destination. Lieut. DENNY after delivering this water then went to the dressing station where he dictated a report to D.H.Q. before being evacuated. »
— Major-General, Comanding 1st Australian Division.
        
« Pour sa bravoure et son dévouement remarquables lors d'un travail de transport de marchandise près de HOGGE dans la nuit du 15 septembre 1917. Le lieutenant DENNY a fait preuve d'un grand sang-froid et d'une grande initiative tout au long de la mission, en particulier lorsque son convoi a été soumis à un barrage très lourd aux environs de CLAPHAM JUNCTION. Bien que blessé lui-même, le lieutenant DENNY a personnellement obtenu de l'aide pour deux de ses hommes qui étaient blessés. Il a ensuite réorganisé son commandement et a réussi à atteindre sa destination. Le lieutenant DENNY , après avoir livré cette eau, s'est ensuite rendu au poste de secours où il a dicté un rapport au D.H.Q. avant d'être évacué. »
Il reçoit la Croix militaire des mains du roi George V au palais de Buckingham en novembre 1917. Après s'être remis de ses blessures, il est rattaché à la section de rapatriement du siège administratif de l'AIF à Londres à partir de janvier 1918. Il est promu capitaine en septembre de la même année. Il démissionne de son poste dans l'AIF en 1919 puis publie un récit de souvenirs intitulé The Diggers. Sa préface est écrite par le général Sir William Birdwood, qui avait commandé l'AIF de 1915 jusqu'à la fin de la guerre.

### Retour au Parlement

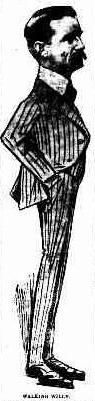
« Walking Willy » - 1912.La grande taille et les longues jambes de Bill Denny ont fait de lui l'une des personnalités préférées des caricaturistes.

Toujours en service à l'étranger au moment de l'élection de l'État de 1918, Bill Denny est élu à Adélaïde ; parmi les trois candidats, il arrive en tête en obtenant 30,2 % des suffrages exprimés. Il est rapatrié en Australie via les États-Unis le 2 août 1919 , et retrouve son siège. Pendant son séjour aux États-Unis, il est régulièrement publié dans le New York Herald. Il épouse Winefride Mary Leahy, une pianiste et chanteuse, le 15 janvier 1920 à l'église Saint-Ignatius à Norwood. Son frère, le révérend Richard Denny, officie à leur mariage. Il est élu deuxième sur deux en 1921 et deuxième sur trois en 1924 avec des proportions similaires de voix. Il est nommé procureur général dans le gouvernement travailliste de John Gunn en avril 1924, et est également ministre du logement, et initialement, adjoint au ministre du rapatriement. En janvier 1925, il est nommé ministre de l'irrigation et ministre du rapatriement, tout en conservant ses portefeuilles de procureur général et de ministre du logement.
Au cours de cette période, il procède à plusieurs changements législatifs importants. En 1924, en tant que ministre du logement, Bill Denny est étroitement associé au Thousand Homes Scheme, qui vise à fournir des logements abordables, en particulier pour les soldats de retour au pays et leurs familles, ainsi que pour les groupes à faibles revenus. Le terrain utilisé pour ce développement est le site du camp militaire de Mitcham où Bill Denny s'était entraîné avant d'embarquer pour le service à l'étranger. Le travail de Bill Denny sur le projet donne lieu à un conflit avec l'ancien Premier ministre Sir Henry Barwell, qu'il poursuit en justice pour diffamation : Barwell a suggéré que Bill Denny avait fait de fausses déclarations pour inciter les commerçants à fournir des biens et des services. Barwell présente par la suite ses excuses pour ses commentaires.
Un autre changement est la transition vers le recours à des juges comme directeurs de scrutin pour l'Australie-Méridionale. Cette mesure vise à imposer le contrôle de l'État sur un système qui a effectivement combiné l'administration des listes électorales nationales et étatiques. Le 27 mai 1925, Bill Denny fait en sorte que le juge Herbert Kingsley Paine, de la Cour d'insolvabilité, soit nommé directeur des élections pour l'État, en remplacement de Charles Mathews, un fonctionnaire d'État qui occupait ce poste depuis 1907. Bill Denny avait auparavant travaillé pour Paine en tant qu'associé juridique.
Dans les années 1920, en tant que soldat de retour au pays, Bill Denny est une exception parmi les personnalités politiques travaillistes, tant au niveau de l'État qu'au niveau fédéral. Désireux et capable de parler de ses expériences de guerre, il est l'une des rares personnalités politiques travaillistes invitées à inaugurer des monuments commémoratifs. Il joue ce rôle pour le Soldiers' Memorial Hall à Lameroo en 1926, où son « discours a été ponctué d'applaudissements ». Lorsque ses ennemis politiques s'obstinent à demander les circonstances dans lesquelles il a reçu la Croix militaire, il publie la citation en réponse. Malgré la défaite des travaillistes aux élections de 1927, Bill Denny est élu premier sur trois dans le siège d'Adélaïde, avec plus de 25 % des voix. Lors des élections d'avril 1930, il est élu premier sur trois avec près de 82 % des suffrages exprimés. Nommé procureur général dans le gouvernement travailliste de Lionel Hill, Bill Denny est également ministre des Chemins de fer et, pendant les six premiers mois, il est aussi ministre du Gouvernement local. Pour la Journée de l'ANZAC 1931, agissant en tant que Premier ministre en l'absence de Hill, il officie lors de l'inauguration du Mémorial national de la guerre à l'angle de North Terrace et de Kintore Avenue, à Adélaïde, devant une foule d'environ 75 000 personnes. Bill Denny est l'un des rares ministres d'Australie-Méridionale à avoir eu une expérience militaire.
En 1931, Bill Denny est exclu du parti travailliste avec Hill et le reste du cabinet, pour avoir soutenu le « plan des Premiers ministres », qui en raison des mauvaises conditions économiques visait à imposer des mesures d'austérité. Le cabinet forme le Parliamentary Labor Party qui continue à gouverner l'État, dirigé par Hill puis par Robert Richards, avec le soutien de l'opposition jusqu'aux élections de 1933 ; lors de ce scrutin, Bill Denny perd son siège au profit d'un candidat du Lang Labor Party.

### Mort de sa sœur et de son frère
En septembre 1936, le frère de Bill, le prêtre catholique Richard Denny, et sa sœur, Mary Catherine Denny, sont impliqués dans un accident de voiture dans lequel Mary est mortellement blessée. Son frère souffre d'une maladie consécutive à l'accident, celle-ci est une des causes de son décès survenu en juin 1941.

### Sport, loisirs et fin de vie
« Vivement interessé » par le sport, Bill Denny est commissaire de l'Adelaide Racing Club et ex-capitaine du Mercantile Rowing Club. Il est le parrain du West Adelaide Football Club pendant 20 ans, jusqu'en 1930. Il aime plonger pour chercher des écrevisses sous les rochers à l'arrière de Rosetta Head, près de Victor Harbor sur la baie de la Rencontre ; il est souvent accompagné d'Ephriam « Brownie » Tripp, un aborigène de la mission autochtone Point McLeay.

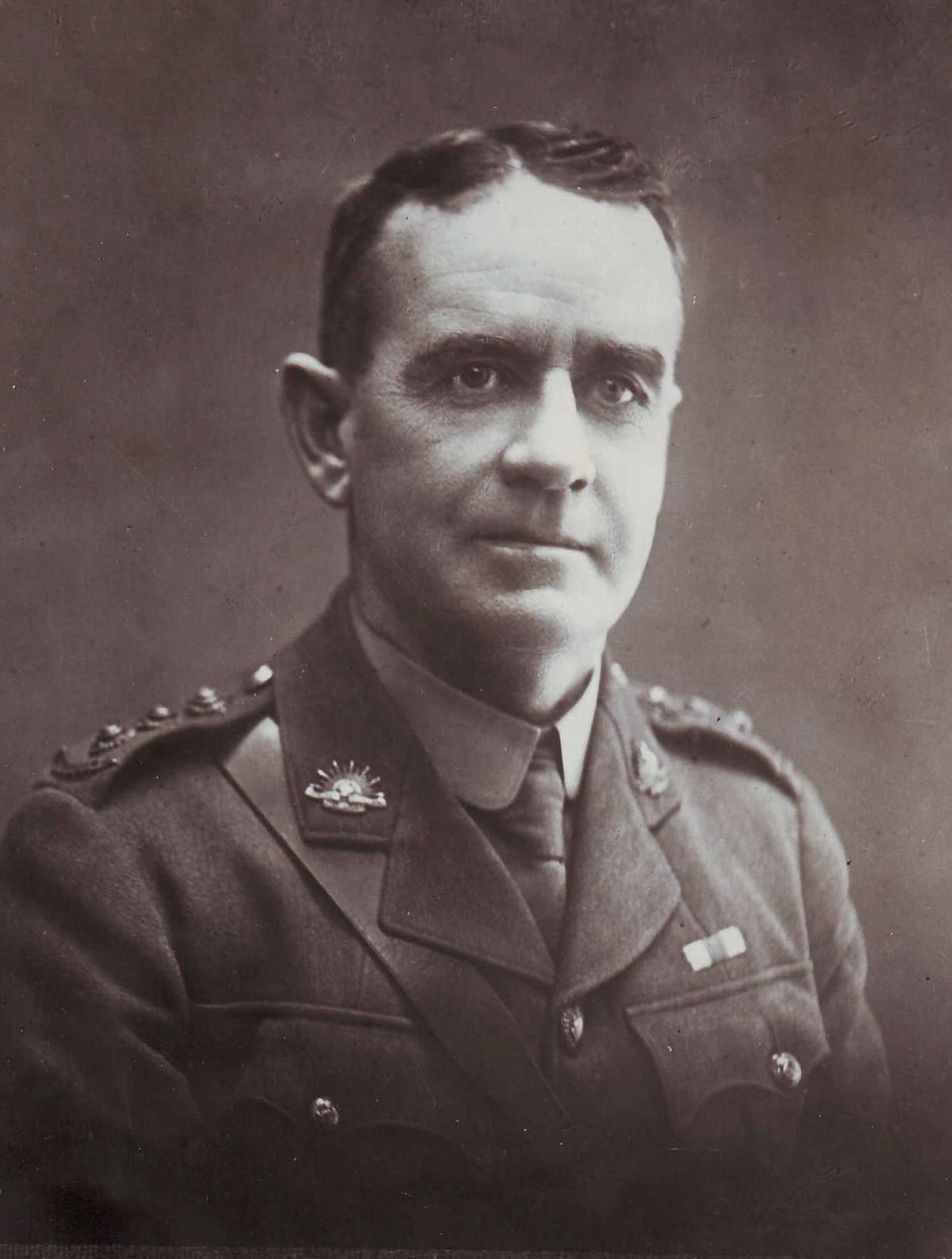
Capitaine W. J. Denny, MC(avant 1921).

Bill Denny écrit un autre livre autobiographique, A Digger at Home and Abroad, publié en 1941. Il continue à pratiquer le droit jusqu'à sa mort, malgré les difficultés liées à sa polyarthrite rhumatoïde. Il meurt le 2 mai 1946 à l'âge de 73 ans d'une crise cardiaque survenue à son domicile d'Osmond Terrace, à Norwood, après être revenu de son bureau à Adélaïde. Il laisse dans le deuil sa femme, un fils et trois filles. Il a droit à des funérailles nationales. Il est inhumé au cimetière de West Terrace.
Selon son entrée dans l'Australian Dictionary of Biography, « ses lectures préférées étaient Shakespeare et la Bible et il citait abondamment les deux. Son intégrité, sa polyvalence et ses vastes connaissances étaient incontestées, et il était fier de la législation démocratique qu'il avait parrainée. »

## Publications
- (en) Capt. W. J. Denny, The Diggers, Londres - New York - Toronto, Hodder and Stoughton, 1919 (ISBN 978-0665881596, OCLC 2306667, lire en ligne)
- (en) William Joseph Denny, A Digger at Home and Abroad, Melbourne, Popular Publications, 1941 (OCLC 3836864, lire en ligne)

## Distinction
- Croix militaire (MC) en 1917.